# 玉城大志
玉城 大志（たまき たいし、1987年6月21日 - ）は、日本、アメリカの俳優、モデル。
カリフォルニア州ロサンゼルス出身、沖縄県育ち。所属事務所は、BACSエンターテイメント（日本）、ENERGY Talent Management（米国）。特技はスクーバダイビング。妹は漫画家の瀬川環（旧名・さちこ）。

## 来歴
アメリカ合衆国カリフォルニア州ロサンゼルスで幼少期を過ごし、6歳で沖縄へ移住した帰国子女である。4人兄弟の次男（兄、妹、弟がいる）。出身高校は、沖縄県立那覇国際高等学校。高校時代はサッカー部所属。出身大学は、中央大学商学部。
日本での俳優修行時代は、バーテンダー等の数々のアルバイトを経験しつつ、ビジネス書等の本を片っ端から読んでいた。持ち前の明るさと高身長というルックスで、舞台などの俳優業、テレビ出演やモデル業をこなす。
2015年、一念発起し、ハリウッドへ移住。アメリカで本格的な演技を学びながら、俳優活動を開始した。
2017年、テラスハウス（ALOHA STATE）に出演。米国籍を所持していたことが応募のきっかけとなった。（ハワイでのロケのため、米国籍が必要だった）
2022年、個人のYouTubeチャンネルを開設。1週間のルーティン動画が再生数を伸ばしており、登録者数は1.55万人程(2023年10月28日現在)となっている。

## 人物
沖縄育ちや兄弟の多さゆえ、社交的で人懐っこく明るい性格。やや濃い目の顔立ちから分かるように、沖縄系の純日本人である。幼少期をアメリカで過ごした帰国子女だが、渡米するまではほとんど英語が話せなかった。学生時代から海外に興味があり、中央大学時代は仲間とともに世界一周の旅を経験。大学卒業後は、進路に悩み、今しかできないこと・やりたいことはなにかと考えた結果、俳優を志した。その後、「人に生きる意味を与えられる俳優になる」を目標に渡米。数々のオーディションにチャレンジしている。
「テラスハウス」出演時には、俳優修行やアルバイトばかりで恋愛ができなかった過去から「死ぬほどの恋がしたい」と語った。テラスハウスに出るなら叩かれるのは当たり前、それを覚悟して行くのが当たり前との意気込みを持って出演を決めたが、後に想像を絶する誹謗中傷を受けることとなった。番組中では「ギルティー侍」のあだ名で呼ばれる。同じテラスハウスに出演していた福山智可子と婚約していたが、2019年8月2日に双方のSNSを通じて婚約解消したことを公表した。